# Antipsihotik
Ántipsihótik, tudi nevroléptik, je zdravilo ali učinkovina za zdravljenje psihotičnih motenj, zlasti shizofrenije.

## Poimenovanje
Izraza antipsihotik in nevroleptik sta se zlasti v preteklosti uporabljala kot sopomenki, danes pa se izraz nevroleptik rabi kot drugi izraz za klasične antipsihotike (katerih učinek temelji na blokadi dopaminskih receptorjev D2). Ime nevroleptik poudarja motorični učinek zdravil, ki nastane kot posledica antagonizma dopaminskih receptorjev v ekstrapiramidnem sistemu. Novejše antipsihotike, ki delujejo tudi na druge receptorje in izkazujejo manj neželenih učinkov kot klasični antipsihotiki, imenujemo atipični antipsihotiki.

## Zgodovina
Antipsihotiki so v uporabi več kot 50 let. V petdesetih letih dvajsetega stoletja se je kot prvi začel klinično uporabljati
klorpromazin.
Prvi atipični antipsihotik je bil klozapin, ki so ga odkrili leta 1960, vendar zaradi hudih neželenih učinkov na kostni mozeg ni bil registriran za uporabo. Registrirali so ga šele leta 1989 za zdravljenje t. i. neodzivnih shizofrenij. Sledil je razvoj novejših učinkovin: risperidona, olanzapina, kvatiepina, ziprazidona ...

## Razvrščanje
Antipsihotike razvrščamo v:
- klasične ali tipične antipsihotike, za katere je značilna močna vezava na dopaminske receptorje, in
- atipične antipsihotike, novejšo skupino učinkovin, ki se vežejo na različne receptorje, predvsem serotoninske.

## Uporaba
Večina antipsihotikov je registrirana za zdravljenje shizofrenije. Dodatno so atipični antipsihotiki registrirani za bipolarno motnjo (zdravljenje akutne psihoze ali manije) in za dolgotrajno uporabo v preventivi ponovnega poslabšanja shizofrenije ali bipolarne motnje razpoloženja). Ameriški Urad za prehrano in zdravila je nekaterim atipičnim antipsihotikom razširil indikacijo tudi na motnje avtističnega spektra (aripiprazol, risperidon) in za zdravljenje hude depresivne epizode (aripiprazol, asenapin, paliperidon, kvetiapin, klozapin).